# Lucanus swinhoei
Lucanus swinhoei es una especie de coleóptero de la familia Lucanidae.

## Distribución geográfica
Habita en Taiwán (China).

## Subespecies
‌* Lucanus swinhoei continentalis
- Lucanus swinhoei swinhoei